# Dos Caminos, Cuichapa
Dos Caminos är en ort i Mexiko.   Den ligger i kommunen Cuichapa och delstaten Veracruz, i den sydöstra delen av landet, 250 km öster om huvudstaden Mexico City. Dos Caminos ligger 531 meter över havet och antalet invånare är 225.
Terrängen runt Dos Caminos är kuperad åt nordost, men åt sydväst är den bergig. Runt Dos Caminos är det ganska tätbefolkat, med 116 invånare per kvadratkilometer. Närmaste större samhälle är Córdoba, 14,7 km nordväst om Dos Caminos. I omgivningarna runt Dos Caminos växer huvudsakligen savannskog.